# Kamose
Kamose Wadjicheppere was een farao van de 17e dynastie uit de Egyptische oudheid. Hij was een zoon van Ta'a II (Seqenenre) en mogelijk Ahhotep.
Zijn namen betekenen "De ka is geboren" (Kamose) en "Zwierig is de manifestatie van Re" (Wadjicheppere).

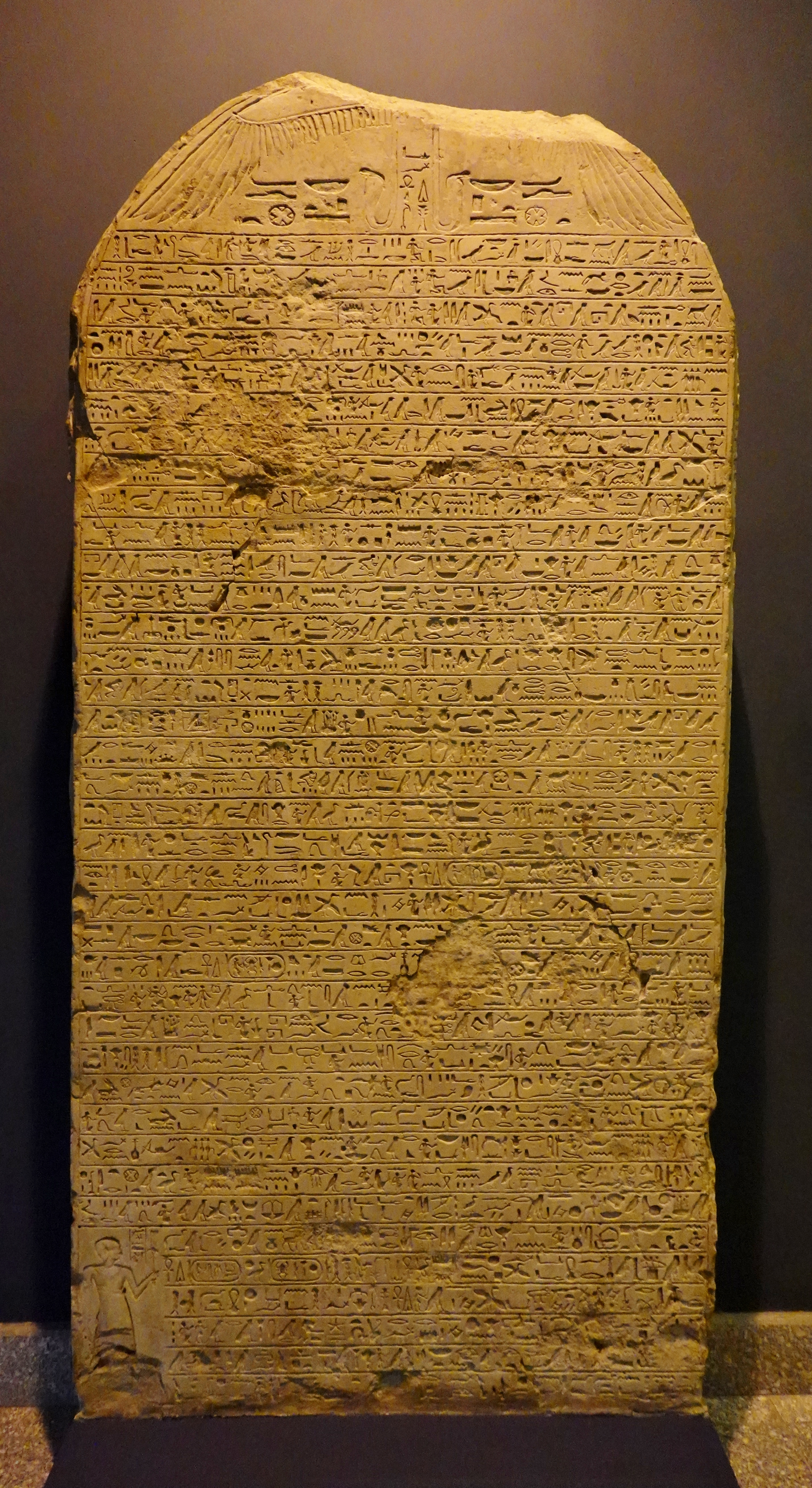
Stele van farao Kamose
Het herdenkt zijn overwinning op de Hyksos
(1571–1569 v. Chr.), Luxor Museum

## Biografie

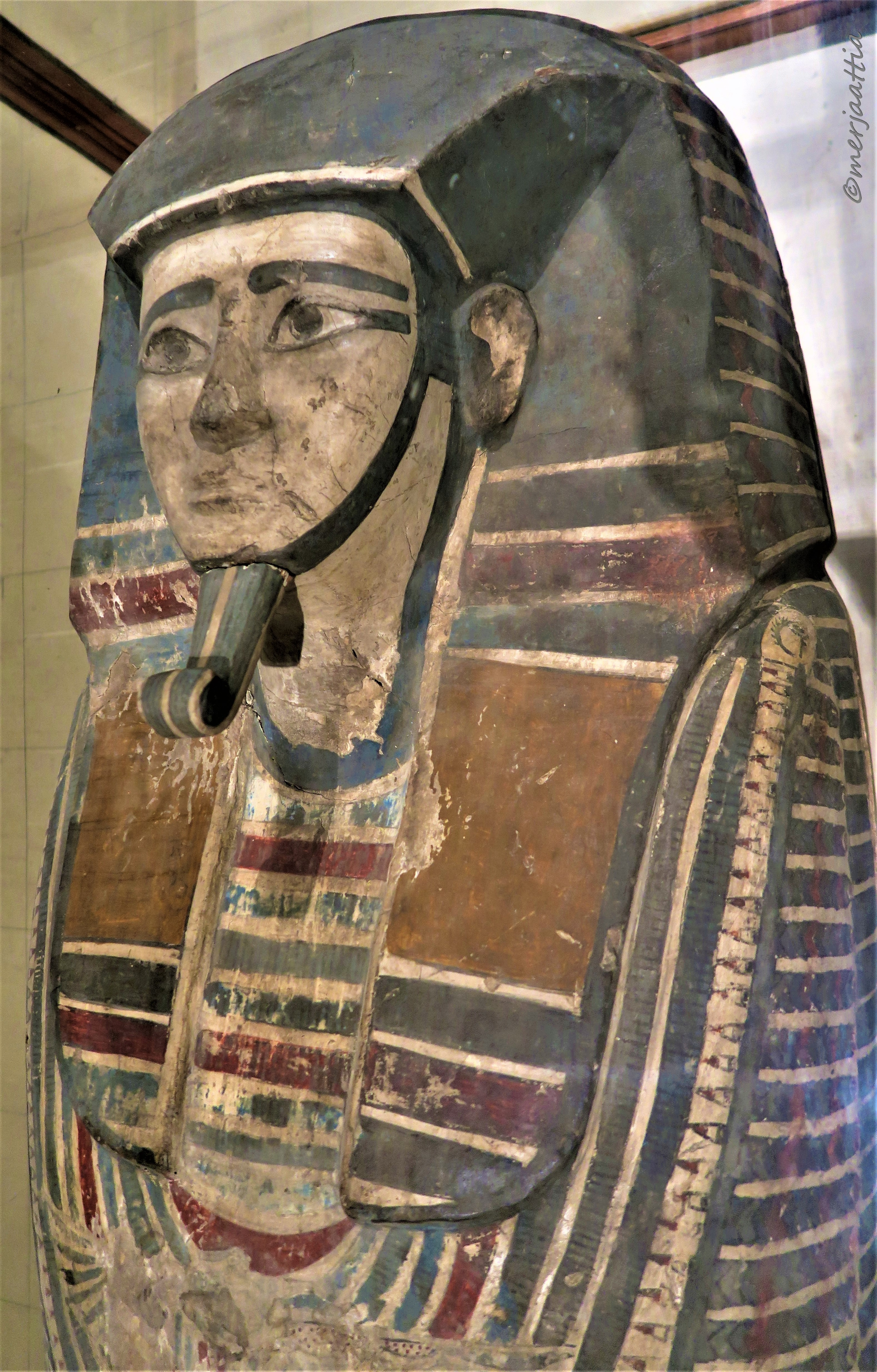
Kamose's Doodskist.

Tijdens de 17e dynastie begon zijn vader Ta'a II (Seqenenre) de oorlog tegen de vazallen van de Hyksos. Toen hij sneuvelde op het slagveld, nam koningin Ahhotep het gezag waar. 
In 1573 v.Chr. nam de jonge Thebaanse prins het besluit al zijn krachten te wijden aan de bevrijding van de Nijldelta van Egypte. Met zijn vloot drong hij door tot Avaris, maar kon deze burcht niet innemen. Wel nam hij het grootste deel van de Nijldelta in. 
Kamose zakte de rivier af en maakte bij Hermopolis de vesting van de collaborateur Teti met de grond gelijk. Vervolgens slaagde hij er in de "zilvervloot" van de Hyksos buit te maken. Koning Apepi I raakte in paniek en zond een ijlbode naar zijn bondgenoten in Nubië, de vorsten van Koesj, om hen te bewegen Kamose in de rug aan te vallen. Dit bereikte nooit zijn bestemming; de ijlbode werd door de Thebanen onderschept en gedood.
Mede hierdoor kon zijn broer, Ahmose, de burcht Avaris innemen en het nieuwe rijk inluiden.
Kamose en zijn broer lieten veel tempels en andere religieuze gebouwen plaatsen die in de 18e dynastie werden voltooid.